# Catherine Hunold
 (mars 2021).
 (novembre 2019).
Si vous disposez d'ouvrages ou d'articles de référence ou si vous connaissez des sites web de qualité traitant du thème abordé ici, merci de compléter l'article en donnant les références utiles à sa vérifiabilité et en les liant à la section « Notes et références ».
Catherine Hunold est une soprano dramatique française née à Paris.

## Biographie
Catherine Hunold étudie le chant auprès de Mady Mesplé, Margaret Price et Christa Ludwig. Elle est lauréate de plusieurs concours internationaux et est remarquée lors du concours Wagner Voices en 2006 à Bayreuth et à la Fenice de Venise.
Elle fait ses débuts dans le répertoire germanique avec le rôle d’Isolde dans Tristan et Isolde au Statní Opera de Prague. Elle chante Brünnhilde dans Die Walküre à Rennes puis dans une adaptation du Ring à l’Amphithéâtre de l’Opéra National de Paris. Elle interprète Ortrud dans Lohengrin à Rennes, Séoul, Saint-Etienne, Angers, Nantes, et elle double le rôle à l’Opéra National de Paris Bastille et au Royal Opera House de Londres. Elle est également la doublure de Kundry dans Parsifal à l'Opéra de Paris. Elle chante Senta dans Le Vaisseau Fantôme au Festival de Lacoste. puis Leonore dans Fidelio à Rennes, Bessie dans Mahagonny Songspiel de Kurt Weill au Théâtre des Champs-Elysées et au Theater an der Wien, la Première Fille-Fleur dans Parsifal à Nice et la Cinquième Servante dans Elektra à Montpellier. Au Théâtre du Châtelet, elle participe aux « Leçons de Musique » de Jean-François Zygel où elle chante Sieglinde dans Die Walküre et Marie dans Wozzeck.
Dans le répertoire italien, elle chante le rôle titre de Turandot de Puccini en concert à l'Opéra de Rennes et incarne Lady Macbeth dans Macbeth de Verdi au Théâtre du Trianon à Paris.
Elle s’illustre également dans le répertoire romantique français : Marguerite dans La Damnation de Faust en concert à Nantes et Angers, Agnès dans La Nonne Sanglante de Berlioz au Festival de Radio-France et Montpellier, La Reine dans Affaires Etrangères de Villenave à Montpellier, Giuseppa dans Matteo Falcone de Gouvy et le rôle-titre de Françoise de Rimini d’Ambroise Thomas à Metz, Anahita dans Le Mage de Massenet et Floria dans Les Barbares de Saint-Saëns à Saint-Etienne. Elle incarne Madame Lidoine dans Dialogues des Carmélites à Angers, Nantes et Avignon, le rôle-titre de Bérénice de Magnard à Tours et  le rôle éponyme dans Pénélope de Fauré à l'Opéra du Rhin.
Au concert, elle chante Les Quatre Derniers Lieder de Strauss, La Mort d’Isolde et les Wesendonck Lieder de Wagner, Des Sängers Fluch et Vom Pagen und der Königstochter de Schumann, les 4e et 8e Symphonies de Mahler ainsi que Des Knaben Wunderhorn, le Requiem de Verdi, la 9e Symphonie de Beethoven, la 1e Symphonie de Bernstein, La Chanson Perpétuelle de Chausson, la Cantate pour la mort de Joseph II de Beethoven. Elle chante Les Poèmes pour Mi et Harawi de Messiaen dans le cadre du Festival Messiaen.
Au disque, on la retrouve notamment dans Le Mage de Massenet, Les Barbares de Saint-Saëns et la cantate Sémélé de Dukas.
Elle enregistre le "Concert des Etoiles" consacré à Verdi pour France 3 (2018).
Ses engagements et projets futurs incluent La Primadonna / Ariadne dans Ariadne auf Naxos (nouvelle production au Capitole de Toulouse), Brünnhilde dans Die Walküre (Bari), Leonora dans La Forza del destino, Brünnhilde dans Sigurd, Ariane dans Ariane et Barbe-Bleue...